# 159 км (зупинний пункт, Придніпровська залізниця, Самарівський район)
159 кіломе́тр — пасажирський залізничний зупинний пункт Дніпровської дирекції Придніпровської залізниці на неелектрифікованій лінії Самар-Дніпровський — Леб'яже  між станціями Самар-Дніпровський (16 км) та Губиниха (5 км). Розташований поблизу села Миколаївка Самарівського району Дніпропетровської області.

## Пасажирське сполучення
На платформі 159 км щоденно зупиняються дві пари приміських поїздів сполученням Дніпро — Берестин.